# سیارک ۵۹۷۳
سیارک ۵۹۷۳ (به انگلیسی: 5973 Takimoto، نامگذاری:1991QC) پنج هزار و نهصد و هفتاد و سومین سیارک کشف شده‌است که در ۱۷ اوت ۱۹۹۱ کشف شد.
قدر مطلق سیارک برابر ۱۲٫۹۰ است.